# Chien d’Artois
Chien d’Artois – rasa psa, należąca do grupy psów gończych. Podlega próbom pracy.

## Rys historyczny
Rasa powstała w XVI wieku. Jest jedną z rdzennych ras francuskich psów myśliwskich. Wywodzi się od niej wiele ras psów gończych. Jest wynikiem krzyżówek psów gończych z wyżłami.

## Wygląd
Sylwetka nieduża, muskularna, z długą, mocną szyją i długim ogonem w kształcie sierpa. Głowa z kwadratowym pyskiem, szeroką czaszką, czarnym nosem i długimi płaskimi uszami, osadzonymi na linii oczu.
Sierść krótka i przylegająca.
Umaszczenie jest trójkolorowe, z wyraźnym czaprakiem.

## Zachowanie i charakter
Żywy i przyjazny.

## Użytkowość
Pies wykorzystywany do polowań na drobną zwierzynę, głównie zające.